# El Pipirín
El Pipirín är en ort i Mexiko.   Den ligger i kommunen Tlahuapan och delstaten Puebla, i den sydöstra delen av landet, 50 km öster om huvudstaden Mexico City. El Pipirín ligger 2 806 meter över havet och antalet invånare är 139.
Terrängen runt El Pipirín är lite bergig. Runt El Pipirín är det ganska tätbefolkat, med 134 invånare per kvadratkilometer. Närmaste större samhälle är San Rafael Tlanalapan, 17,8 km öster om El Pipirín. Trakten runt El Pipirín består till största delen av jordbruksmark.